# Xhaxché

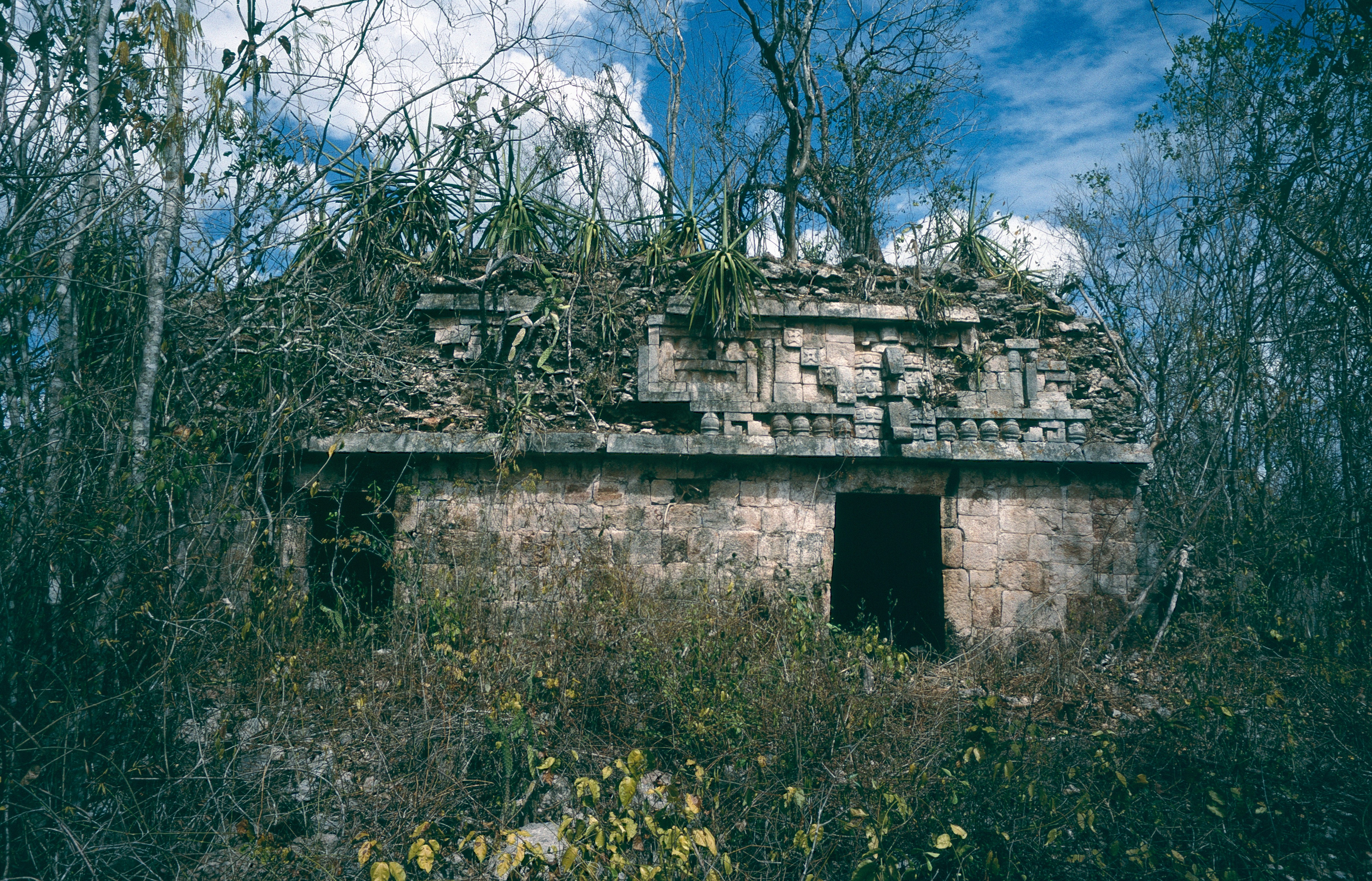
Xhaxché, Gebäude 1

Xhaxché ist eine kleine, wenig bekannte und  nicht öffentlich zugängliche Ruinenstätte in mexikanischen Bundesstaat Yucatán am Sacbé, der von Kabah über Nohpat nach Uxmal verläuft. Der Ort liegt rund 3 km nordwestlich von Kabah und wurde erstmals von John Lloyd Stephens und 1889 von Teobert Maler besucht. Wegen des dicht vorbeiführenden Sacbé nannte Stephens ihn sacbey. Kurze Angaben zu dem Ort veröffentlichte Nicholas Dunning. 
Die zentrale Gruppe bestand einst aus drei Steingebäuden mit 2 bis 4 Räumen. Gut erhalten ist nur das Gebäude 1, das dem Mosaik-Stil des Puuc-Stils zuzuweisen ist. Zwei andere Bauten gehören zum frühen Puuc-Stil.